# Negative campaigning
Il negative campaigning, o mudslinging in un registro colloquiale, è un termine inglese di origine statunitense che indica una strategia elettorale tesa ad enfatizzare gli aspetti negativi degli avversari piuttosto che quelli positivi della propria parte politica. In un senso più ampio, il termine può indicare qualsiasi mezzo retorico con il quale si fa riferimento a un avversario politico, che va dal semplice paragone all'attacco ad personam.
Alcune ricerche hanno evidenziato che il negative campaigning rappresenta la normalità in tutti i contesti politici.